# 에브리존
주식회사 에브리존은 주로 안티바이러스 소프트웨어 제품을 개발 및 판매하는 기업이다. 1999년 9월 설립되었으며, 본사는 서울특별시 마포구 공덕동 253-42호 지방재정빌딩 11층에 위치하고 있다. 대표이사는 홍승균이다.

## 주요 사업
- 인공지능 안티바이러스 터보백신 제품 개발 및 판매
- 꽂으면 바이러스 박멸 백신 USB 터보백신 USB 제품 개발 및 판매
- 안드로이드 모바일 백신 터보백신 모바일 제품 개발 및 서비스
- 바이러스 백신 웹메일 서비스
- 온라인 이메일 광고 서비스
- 글로벌 네트워크 구축

## 연혁
- 1999년 4월 - 대한민국 최초 윈도용 안티바이러스 프로그램 개발 및 무료 배포
- 1999년 9월 - 자본금 2억원으로 (주)인터코드 설립
- 2000년 1월 - (주)에브리존으로 사명 변경
- 2001년 12월 - 터보백신과 합병
- 2001년 12월 - 자체 바이러스 엔진 구축
- 2002년 3월 - 터보백신Ai 출시
- 2002년 4월 - 터보백신Ai Server, 터보백신Ai Manager 출시
- 2003년 7월 - 터보백신, 행정 업무용 소프트웨어 선정
- 2005년 5월 - 기업용 악성코드 치료 프로그램 스파이백신 출시
- 2006년 9월 - 일본에서 안티바이러스 및 악성코드 치료 서비스 개시
- 2007년 4월 - 터보백신 통합 패키지 출시
- 2008년 4월 - 에브리존 Patch, 에브리존 FTP, 에브리존 ZIP 베타서비스 실시
- 2008년 5월 - 에브리존 See 베타서비스 실시
- 2008년 5월 8일 - TVIS, GS인증 획득

## 제품

### 터보백신 제품군
- 터보백신 Online - 웹 브라우저를 통한 접속으로 바이러스를 검사 및 치료하는 프로그램이며 무료이다.
- 터보백신 Ai - 터보백신 제품군 최초로 실시간 감시 지원 및 자동 바이러스 정의 업데이트가 되는 제품이며 유료이다.
- 터보백신 PC방용 패키지 - 터보백신 Ai의 PC방용 제품이며 유료이다.
- 터보백신 윈도우 서버 - 터보백신 Ai의 윈도우 서버용 제품이며 유료이다. Ai에서 지원되던 실시간 오피스 감시 기능이 없다.
- 터보백신 매니저 - 터보백신 Ai에 원격 방역, 인스턴트 메신저 및 FTP 기능, 자산 관리 기능이 추가된 제품이며 유료이다.
- 터보백신 SDK - 터보백신의 기능을 추가시킬 수 있는 개발 도구이며 유료이다.

### 스파이백신 제품군
- 스파이백신 Online - 웹 브라우저를 통한 접속으로 악성코드를 검사 및 치료하는 프로그램이며 유료이다.
- 스파이백신 - 스파이백신 제품군에서는 유일하게 실시간 감시 및 자동 업데이트 기능이 있다. 악성코드를 검사 및 치료하는 프로그램이며 유료이다. 부가 기능으로는 시스템 정리 기능이 있다.

### 통합 제품군
- TVIS - 바이러스와 악성코드를 진단 및 치료하는 제품으로, 자동 바이러스 정의 업데이트가 지원된다. 부가 기능으로는 유해 사이트 차단, 방화벽, 이메일 감시, 시스템 청소, 파일 암호화 및 파일 영구 삭제 등이 있다. 다운로드로만 구매할 수 있다.
- TVIS 패키지 - TVIS에 제품 배송이 추가된 것이다.

### 무료 서비스 제품군
- 에브리존 FTP - FTP 프로그램으로 동시 여러 파일 전송 기능, 서버 복수 계정 설정 기능, 간편 업로드, 유니코드를 지원한다.
- 에브리존 Patch - 한글 마이크로소프트 윈도우의 보안 패치를 다운로드 및 설치해주는 프로그램이다.
- 에브리존 ZIP - 데이터 압축을 해제하는 프로그램이다. 유니코드를 지원한다.
- 에브리존 See - 이미지 파일 뷰어 프로그램이다.

### 기타 제품
- EZ백신